# Julia Augustin
Julia Augustin (* 31. Juli 1987 in Hamburg) ist eine deutsche Schauspielerin.
Sie spielte in Alphateam und dem Film Anja, Bine und der Totengräber mit. Die Figur der Vanessa Steinkamp in der von RTL ausgestrahlten Seifenoper Alles was zählt ist ihre erste und bislang einzige Hauptrolle. Zwischen 2009 und 2010 pausierte sie.
Vom 1. August 2013 bis 6. September 2021 war sie erneut in der Rolle der Vanessa Steinkamp in Alles was zählt zu sehen.

## Filmografie
- 1997: Anja, Bine und der Totengräber (Kurzfilm)
- 2006–2012, 2014–2021, seit 2025: Alles was zählt (Fernsehserie)
- 2007: Unter uns (Fernsehserie, 1 Folge)
- 2018: Mordshunger: Wie ein Ei dem anderen
- 2024: SOKO Köln: Wer Kollegen hat, braucht keine Feinde (Fernsehserie)